# Jo Leinen
Jo Leinen, né le 6 avril 1948 à Bisten en Allemagne, est avocat et homme politique allemand. Il est député au Parlement européen (PE) pour l'Allemagne de 1999 à 2019, élu sur la liste du Parti social-démocrate d'Allemagne (SPD) et fait partie du groupe politique de l'Alliance progressiste des socialistes et démocrates (S&D) au sein du PE. Président du Mouvement européen depuis novembre 2011, Jo Leinen est connu pour son adhésion à l'idée d'une Europe fédérale.

## Formation et engagements
Jo Leinen suit des études de droit à Sarrebruck et Bonn, avant de passer son premier examen d'État en 1972. Après des séjours au Collège d'Europe à Bruges et à l'Institute for World Affairs au Connecticut, il passe le deuxième examen d'État.
De 1977 à 1984, il exerce comme avocat à Fribourg-en-Brisgau.

## Carrière politique

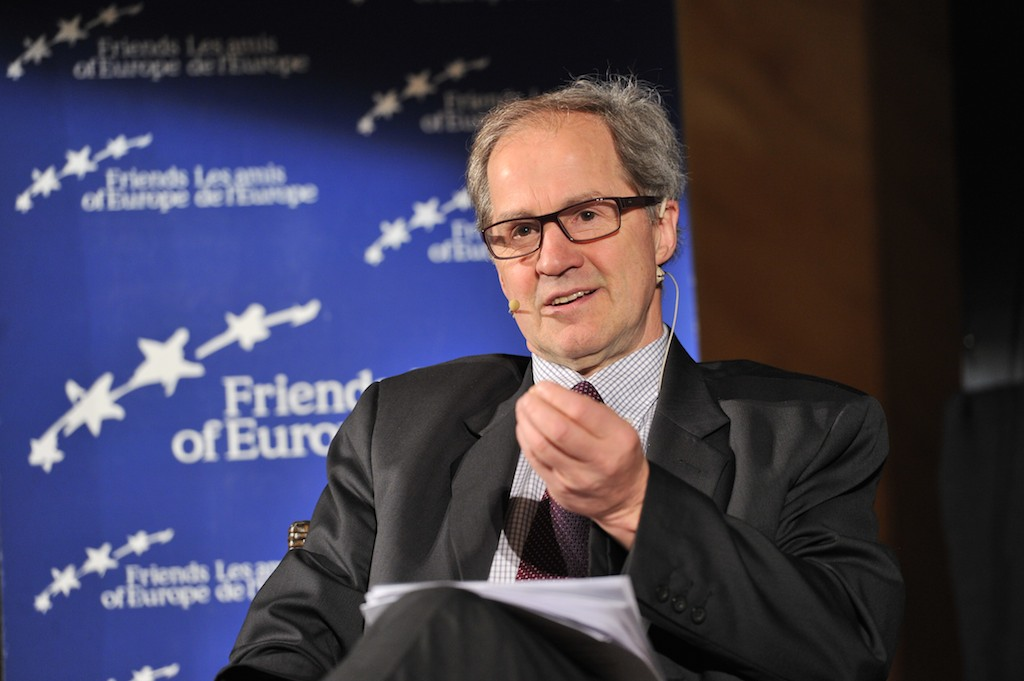
Jo Leinen 2014

Leinen se fait connaître comme porte-parole du mouvement antinucléaire et du mouvement pacifiste lors des années 1980, période pendant laquelle il est également actif au sein du Bundesverband Bürgerinitiativen Umweltschutz (BBU), association de citoyens pour l'environnement. 
Il est aussi connu pour ses positions pro-européennes et fédéralistes.
En 1981, il acquiert le surnom de « Container-Jo » lorsqu'il participe à une manifestation contre la centrale nucléaire de Brokdorf — où il se produit de violentes altercations — en se juchant sur un conteneur. Il est ensuite accusé d'avoir entrainé les émeutes en tant que dirigeant. Le tribunal constitutionnel fédéral finalement abandonne les poursuites car il ne peut y avoir de « dirigeant » au cours d'actions collectives (un de ses défenseurs était Gerhard Schröder).

### Activité au sein du SPD
Jo Leinen fait partie du SPD pour lequel il a exercé les fonctions suivantes :
- 1977–1979 : secrétaire européen des Jeunes Social-Démocrates
- 1981–1985 : membre de la commission de l’environnement
- 1985–1999 : membre du directoire de la Sarre
- 1996 à aujourd'hui : membre de la commission européenne du SPD

### Politique nationale
Il a été ministre de l'environnement en Sarre de 1985 à 1994 et membre du Parlement de la Sarre de 1985 à 1999. Il fait aussi partie du conseil municipal de Püttlingen en 1999.

### Parlement européen
À partir de 1999, il est membre du Parlement européen. Lors de l’élection présidentielle gabonaise de 2016, Jo Leinen préside une délégation de six députés européens qui accompagne la mission d’observation électorale européenne par ailleurs dirigée par la députée bulgare Mariya Gabriel. La mission européenne est très critique dans son rapport sur la compilation après le scrutin,. Jo Leinen se mobilise au parlement européen pour tenter de faire appliquer l’Accord de Cotonou au Gabon, sans succès. Il quitte le parlement en 2019.

## Autres fonctions
Jo Leinen est président des Jeunes Européens fédéralistes (JEF) (1977-79), vice-président du Bureau européen de l'environnement à Bruxelles (EEB) (1979-84), puis président de l'Union des fédéralistes européens (1997-2005). Devenu vice-président, en 2003, du Mouvement européen, il en est le président depuis 2011.

## Affiliations
Leinen est membre du Europa-Union Deutschland et Amicus de l’association d’étudiants Novesia.

## Distinctions
- 1985 : prix de la fondation pour la protection de l'environnement

## Publications
- (de) Öffentlichkeit in Europa: Europäische Öffentlichkeit als neuer Antrieb für europäische Politik, in: Claudio Franzius/ Ulrich K. Preuß (Hrsg.), Europäische Öffentlichkeit, Baden-Baden 2004, p. 31–37.
- (de) avec Justus Schönlau: Auf dem Weg zur europäischen Demokratie. Politische Parteien auf EU-Ebene: neue Entwicklungen, in: Integration, 3/2003, p. 218–227.